# Raya a drak
Raya a drak je americký animovaný film z roku 2021 produkovaný společnostmi Walt Disney Pictures a Walt Disney Animation Studios a distribuovaný společností Walt Disney Studios Motion Pictures. Jedná se o 59. film produkovaný tímto studiem. Režie se chopili Don Hall a Carlos López Estrada ve spolurežii Paul Briggs a John Ripa. Producenti jsou Osnat Shurer a Peter Del Vecho, o scénář se postarali Qui Nguyen a Adele Lim a hudbu složil James Newton Howard. Film má převážně asijsko-americké obsazení. Hlavním postavám propůjčili hlas Kelly Marie Tran jako Raya a Awkwafina jako Sisu (drak). Dále se na dabingu podíleli Izaac Wang, Gemma Chan, Daniel Dae Kim, Benedict Wong, Sandra Oh, Thalia Tran, Lucille Soong, a Alan Tudyk.
Film Raya a drak byl v amerických kinech uveden 5. března 2021 ve standardních formátech 2D, 3D, Dolby Cinema a IMAX. Současně film vyšel také na Disney+ v Premier Access, a to díky dopadu pandemie covidu-19, protože mnoho kin jak v Americe, tak v dalších zemích bylo uzavřeno. V Česku zatím film nebyl oficiálně uveden.
Film celosvětově utržil něco okolo 94 milionů USD, což z něj činilo 6. nejvíce vydělávající film roku 2021. Získal pozitivní recenze od filmových kritiků, kteří na filmu ocenili animaci, akční sekvence, postavy, dabing a poselstvím, ale na druhou stranu zkritizovali stále nedostatečné zastoupení asijských herců v obsazení filmu.

## Příběh
Vzkvétající zemi Kumandru napadl Druun, což jsou zlí duchové, kteří se množí po té, když se dotknou lidí nebo draků a přemění je tak v kámen. Draci s tímto Druunem statečně bojovali, ale když zjistili, že prohrávají, tak se rozhodli, že se pro lidi obětují. Veškerou svou zbývající magií koncentrovali do drahokamu a ten dali Sisu. Draky pohltil Druun, ti zkameněli, ale Sisu mezitím vložila do drahokamu ještě svou magií. Tím se drahokam aktivoval, drahokam Druuna zahnal a zkamenělí lidé oživli. Draci ale ne. Lidé místo toho, aby se radovali, že je draci zachránili, tak začali o tento drahokam, ve kterém byla uložená dračí magie, bojovat. Rozdělili se na jednotlivé kmeny, jejichž území se nacházela u dračí řeky a pojmenovali své země po částech dračího těla na Tesák, Srdce, Hřbet, Dráp a Ocas.
O 500 let později, vůdce kmene ze Srdce Benja, trénuje svou dceru Rayu, aby se stala novou ochránkyni drahokamu. S pevnou vírou, že lze znovu sjednotit kmeny, se rozhodne uspořádat hostinu na kterou pozve všechny kmeny. Hostina se, ale zvrhne, ostatní kmeny zjistí, kde kmen ze Srdce drahokam celou tu dobu ukrýval a začnou o něho bojovat. Přitom drahokam rozbijí, to osvobodí Druuna, který začne znova rozsévat svou zkázu. Každý z kmene si vezme jeden kousek drahokamu a vydají se ukrýt zpět do svých zemí. Šest let Raya putuje po zpustošené zemi, aby našla místo, kde by se mohla nacházet Sisu, poslední drak, který nezkameněl, ale po použití drahokamu a zahnání Druumu kdesi zmizela. Raya nakonec to místo skutečně našla a podařilo se ji Sisu probudit z jejího hlubokého spánku, do kterého upadla, po použití drahokamu a zahnání Druumu. Následně Sisu zasvětila do toho, co se stalo mezitím, co spala a požádala ji o pomoc se získáním ostatních kousků drahokamu a osvobodit tak Kumandru od Druumu a jejím následným sjednocením.

## Obsazení
- Kelly Marie Tran jako Raya, odvážná a divoká válečnice z kmene ze země Srdce, která byla trénovaná, aby se stala novou ochránkyní drahokamu.[4] Pustila se do hledání posledního draka, aby obnovila mír v Kumandře.[5][6]
- Awkwafina jako poslední drak Sisu. Má šílenou a poněkud nejistou osobnost, ale je také odvážná, laskavá a moudrá.[7]
- Izaac Wang jako Boun, charismatický desetiletý podnikatel, majitel “Shrimporium” lodní restaurace, pocházející ze země Ocas.[8][9]
- Gemma Chan jako Namaari, válečnice z kmene země Tesák a Rayiin úhlavní nepřítel.[8]
- Daniel Dae Kim jako náčelník Benja, vůdce kmene ze země Srdce a otec Rayi.[8]
- Benedict Wong jako Tong, impozantní, ale za to dobrosrdečný válečný obr z kmene ze země Hřbet.[8]
- Sandra Oh jako Virana, matka Naamari, vůdkyně kmene ze země Tesák.[8]
- Thalia Tran jako Little Noi, dětská podvodnice ze země Dráp.[8]
- Lucille Soong jako Dang Hu, vůdkyně ze země Dráp.
- Alan Tudyk jako Tuk Tuk, Rayin nejvěrnější přítel. Jedná se o něco na způsob pásovce.[8]
- Dichen Lachman jako generál Atitaya a daboval také jednoho válečníka ze země Hřbet.
- Patti Harrison jako vůdkyně kmene ze země Ocas.[10]
- Jon "Dumbfoundead" Park jako Chai.
- Sung Kang jako Dang Hai, bývalý vůdce ze země Dráp.
- Sierra Katow jako obchodník ze země Hřbet a také jako důstojník ze země Tesák.
- Ross Butler jako vůdce kmene ze země Hřbet.
- François Chau jako hlas Wahn.
- Gordon Ip a Paul Yen propůjčili své hlasy obchodníkům ze země Dráp.[8][11]

## Produkce

### Vývoj
24. května 2018 bylo v pořadu „That Hashtag Show“ oznámeno, že Walt Disney Animation Studios připravuje nový animovaný film, tehdy ještě představený pod názvem Dragon Empire, který by měl být režijním debutem pro Paul Briggs a Dean Wellins, dříve spíše známí jako story artists, a o scénář se měla postarat Kiel Murray. V říjnu téhož roku magazín Deadline uvedl, že byli osloveni také Adele Lim, aby pomohla se scénářem, a Osnat Shurer, která měla zastávat pozici producentky. 24. srpna 2019 společnost Disney tento film oficiálně oznámila na jejich D23 Expo v rámci panelu věnující mu se Walt Disney Animation Studios. V srpnu 2020 bylo oznámeno, že Don Hall (režisér filmu Medvídek Pú a Big Hero 6) a Carlos López Estrada, kteří se připojili v roce 2019 k Disney Animation, převezmou režijní otěže, přičemž Paul Briggs přejde na pozici spolurežiséra a připojit by se měl k němu John Ripa. Kromě toho se měli k výrobě filmu připojit také Qui Nguyen, měl pomoc se psaním scénáře, a Peter Del Vech na pozici producenta.

### Casting
2. srpna 2019 bylo na D23 Expu oznámeno, že Awkwafina a Cassie Steele byly do filmu obsazeny jako Sisu a Raya. 27. srpna 2019, ale bylo oznámeno, že role Rayi byla přeobsazená a původní Cassie Steele mělo nahradit Kelly Marie Tran. Tohle přeobsazení mělo být způsobeno kreativní změnou postavy a příběhů.
V předvečer uvedení filmu, v březnu 2021, Don Hall konečně odhalil, přesný důvod, proč se produkční tým rozhodl přepracovat hlavní postavu Rayi. Původně měla být Raya „klidná samotářka“, ale následně ji tvůrci přidali prvky „lehkomyslnosti“ a „vychloubačnosti“. Kelly Marie Tran, ale v počátku moc tvůrčímu týmu nedůvěřovala, protože se účastnila původního castingu, kde ale neuspěla. V lednu 2020, kdy se role zhostila, si ale stále byla moc dobře vědomá toho, že Disney Animation ji již jednou odmítla a vyhodila z projektu jiného herce.
26. ledna 2021 bylo oznámeno, že svůj hlas postávám ve filmu propůjčí také Gemma Chan, Daniel Dae Kim, Sandra Oh, Benedict Wong, Izaac Wang, Thalia Tran, Alan Tudyk, Lucille Soong, Patti Harrison, a Ross Butler.

### Animace
Film se odehrává ve fantasy zemi Kumandra, která je inspirovaná kulturami zeměmi jihovýchodní Asie. Mezi tyto země patří Brunej, Singapur, Laos, Thajsko, Východní Timor, Kambodža, Vietnam, Myanmar, Malajsie, Indonésie a Filipíny. Na pozici „head of story“ si filmaři přizvali thajského umělce Fawn Veerasunthorn. Dále tvůrci vytvořili takzvaný „Southeast Asia Story Trust“, což byl kolektiv kulturních poradců, jehož členem byl také například docent laoské antropologie na Kalifornské univerzitě, Dr. Steve Arounsack.

## Hudba
Hudbu pro film složil James Newton Howard. Jedná se o jeho čtvrté nahrání hudby pro animované filmy v rámci Walt Disney Animation Studios. Předtím se podílel na filmech Dinosaur, Atlantis: The Lost Empire a Treasure Planet. Soundtrack byl vydaný 26. února 2021. Píseň pro závěrečné titulky s názvem „Lead the Way“, napsal a produkoval Jhené Aiko.
2. března 2021 společnost Disney Studios Philippines oznámila, že filipínská zpěvačka KZ Tandingan nazpívá vůbec první píseň od Disney ve filipínském jazyce. Píseň se jmenuje „Gabay“, což lze do angličtiny přeložit jako „průvodce“. Tato filipínská verze písničky „Lead the Way“, bude rovněž součásti soundtracku. Vedoucí marketingového oddělení studia Disney Philippines, Allie Benedicto, řekla, že „Gabay“ je vůbec první skladba od Disney zpívaná ve filipínštině a že to demonstruje jejich závazek spolupracovat s místními talentovanými umělci, aby příběhy byli vyprávěny místně relevantním způsobem. V tiskové zprávě, která se věnuje tomuto oznámeni, bylo napsáno, že KZ Tandingan, je velmi vděčná a hrdá na to, že mohla nazpívat píseň ve svém rodném jazyce a předvést tak jeho krásu zbytku světa a tím se stává součástí historie. Dále uvedla, že vyrostla na filmech od Disneyho. Uvedla také, že s Rayou cítí velmi silné spojení a to hlavně z toho důvodů, protože se jedná o vůbec první princeznu, od Disneyho, která je inspirovaná jihovýchodní Asií. Sdělila také, že se ji na písní líbí to, že nám připomíná, že někdy když máme pocit, že jsme slabý, zvláště když jsme sami, bychom se měli naučit si vzájemně důvěřovat, setkávat se a být sjednocení, protože jen tak dokážeme změnit svět.

### Seznam skladeb
Ke všem těmto písním napsal text James Newton Howard. Pokud není uvedeno jinak.
| Pořadí         | Název                                    | Délka |
| -------------- | ---------------------------------------- | ----- |
| 1.             | "Lead the Way (Performed by Jhene Aiko)" | 3:44  |
| 2.             | "Prologue"                               | 5:44  |
| 3.             | "Young Raya and Namaari"                 | 3:26  |
| 4.             | "Betrayed"                               | 4:35  |
| 5.             | "Search for the Last Dragon"             | 1:13  |
| 6.             | "Into the Shipwreck"                     | 2:52  |
| 7.             | "Enter the Dragon"                       | 0:53  |
| 8.             | "Fleeing from Tail"                      | 1:22  |
| 9.             | "Captain Boun"                           | 1:02  |
| 10.            | "Journey to Talon"                       | 1:19  |
| 11.            | "Sisu Swims"                             | 1:45  |
| 12.            | "Dragon Graveyard"                       | 2:54  |
| 13.            | "Escape from Talon"                      | 3:43  |
| 14.            | "Noi and the Ongis"                      | 2:33  |
| 15.            | "Being People is Hard"                   | 4:05  |
| 16.            | "Spine Showdown"                         | 3:27  |
| 17.            | "Running on Raindrops"                   | 2:11  |
| 18.            | "Plans of Attack"                        | 1:16  |
| 19.            | "Brothers and Sisters"                   | 3:58  |
| 20.            | "The Meeting"                            | 3:19  |
| 21.            | "Storming Fang"                          | 4:09  |
| 22.            | "The Druun Close In"                     | 2:59  |
| 23.            | "Return"                                 | 4:58  |
| 24.            | "The New World"                          | 2:36  |
| Celková délka: | Celková délka:                           | 64:11 |

## Vydání

### Kina a streaming
Raya a drak měl původně vyjít v USA 25. listopadu 2020, ale kvůli pandemii covidu-19, bylo vydání filmu odsunuto na 12. března 2021. V rámci prezentace pro investory, bylo oznámeno, že datum, kdy měl být film uvedený v kinech bylo posunuto o týden na 5. března 2021. Současně měl film vyjít také na Disney+ v sekci Premier Access. V této prémiové sekci by měl být film dostupný do 4. května 2021 (19. března v Latinské Americe). Zdarma by měl být film přístupný všem předplatitelům 23. dubna v Latinské Americe a od 4. června v dalších zemích. V kinech byl film doprovázen krátkým filmem „Us Again“.

### Domácí média
Raya a drak byl do digitální distribuce vydaný 2. dubna 2021. Vydání na DVD, Blu-ray a Ultra HD Blu-ray by mělo následovat 18. května 2021.

## Přijetí

### Tržby
K 6. dubnu 2021 film vydělal ve Spojených státech a Kanadě 32,6 milionu USD a v dalších zemích potom 62 milionů USD, což celosvětově celkem dělá 94,6 milionu USD.
Ve Spojených státech a Kanadě byl film uvedený společně s filmy Chaos Walking a Boogie. Odhad, kolik by měl film vydělat během úvodního víkendu, byl nastavený na zhruba 6,5 milionu USD z 2045 kin, ve kterých měl být uvedený. Poté, co ale za první den vydělal, 2,5 milionu USD, částečně díky znova otevřeným kinům v New Yorku, se víkendové odhady zvýšili na 8,3 milionu USD. Tři kino řetězce avšak odmítli film uvést, protože nesouhlasili s tím, že by měl být ve stejný čas dostupný také na platformě Disney+. Rodiny tvořily dohromady 52% úvodního víkendového publika. Film za svůj druhý víkend vydělal 5,5 milionu USD a za třetí víkend to bylo 5,2 milionu USD.

### Kritika
Na webu Rotten Tomatoes, který shromažďuje recenze, dalo 94 % z 269 kritiku filmu pozitivní recenzi s průměrným hodnocením 7,7/10. Shrnutí kritiku na tomto webu zní, že se jedná o další nádhernou animaci, která jenom potvrzuje, že klasický vzorec, který fungoval u tolikrát předtím, má stále úspěch. Na webu Metacritic má film průměrné hodnocení 75 ze 100 na základě 46 recenzí, což naznačuje „obecně příznivé recenze“. Uživatelé oslovení na CinemaScore dali filmu průměrnou známku A, na stupnici od A+ až F, zatímco PostTrak uvedl, že 92 % diváků ohodnotilo film kladně, 78 % by film doporučilo.
Kate Erbland, v magazínu IndieWire, ohodnotila film známkou B+ a uvedla, že se značka Disney Princess neustálé vyvíjí, od představení nováčků jako je Moana až po pokračují oblibu takových stálic jako je Tiana anebo Mulan. Raya a drak je jen příkladem toho, že je zde stále prostor pro růst a to jen dokazuje, že původní ingredience mohou stále fungovat. David Fear z magazínu Rolling Stone dal filmu 3,5 / 5 a ocenil na něm především jakou práci odvedli dabérky Tran a Awkwafina. Uvedl, že ačkoliv jsou akční scény a stand-off sekvence skutečně napínavé, tak je to právě aspekt kamarádské komedie, díky které film tak ožije.
Simran Hans dala filmu, v magazínu The Observer, čtyři hvězdičky z pěti a ocenila na něm nádhernou animaci a dabérský výkon, který předvedla Awkwafina. Dále se ji líbili budování světa a pozornost na detaily. Shirley Li z magazínu The Atlantic zase oponovala tím, že podřízení příběhu k budování světa ovlivnilo výsledné poselství filmu. Julie Tremaine z SFGate zase ocenila komplikovanou animaci, charakter postavy Rayi, jako silné ženy a obyčejného člověka s rozumem a srdcem, která má snahu něco změnit, nežli postava obdařena zvláštními schopnostmi, případně princezna, kterou by musel zachránit princ.
Film byl ale zase kritizován, že neměl v obsazení dostatečné zastoupení dabéru z jihovýchodní Asie, navíc když je také samotný film inspirovaný jihovýchodní Asií. Většina dabéru totiž pochází z východoasijských zemí. Výjimkou jsou K. Tran, Butler, T. Tran, Wang a Harrison. Ve své recenzi na to poukázala A. Felicia Wade z DiscussingFilm.

## Pokračování
Na možné pokračování upozornila samá dabérka Rayi, Kelly Marie Tran, která měla sdělit, že je zde šance, že Disney bude chtít také nadále pokračovat v lesbickém vztahu, který byl ve filmu mezi Rayou a Namaari nastíněný, přičemž měla ve filmu k tomu poskytnou přímo charakterové náznaky, jejich zájmu o sebe.